# Hammer Films
Hammer Films er et engelsk filmselskab bedst kendt for en række stemningsfulde, bloddryppende horrorfilm fra slutningen af 1950'erne til starten af 1970'erne.
Hammers to største stjerner var skuespillerne Christopher Lee og Peter Cushing. De spillede over for hinanden i bl.a. Terence Fishers The Curse of Frankenstein (1957) og Dracula (1958), som var gennembrudsfilm for alle involverede, inkl. Hammer.
Hammers film blev typisk lagt for had eller latterliggjort af kritikerne, men publikum elskede dem. I dag har de klassikerstatus, og Hammer rangerer sammen med Ealing Studios som et af Englands to bedst kendte filmselskaber.
Hammer har også lavet film i alle mulige andre genrer, fra komedier, dramaer og thrillers til piratfilm, fantasy og science fiction, plus enkelte tv-serier. Men for mange er navnet Hammer nærmest synonymt med victoriansk/gotisk horror.
Hammer og alt Hammer-relateret dyrkes fanatisk verden over, og adskillige bøger og tidsskrifter er dedikeret til selskabets produktion. Kate Bush hyldede selskabet i sit singlehit Hammer Horror (1978).
Den danske skuespiller Jytte Stensgaard er internationalt kendt primært for sin hovedrolle i Hammer-filmen Lust for a Vampire (1970).